# Đorđe Marjanović
Đorđe Marjanović (Kučevo, 1931. október 30. – Belgrád, 2021. május 15.) szerb énekes.
Az ötvenes évek közepén kezdődött a karrierje. A hatvanas években több slágere is volt, és Jugoszlávia első szupersztárja lett.
Színpadi fellépései és a külföldi rock'n'roll slágerek feldolgozása miatt a jugoszláv rockszcéna egyik úttörőjének tartják.